# 張舉能
張舉能，大紫荊勳賢（1961年9月24日—），現任香港終審法院首席法官，港版國安法指定法官。他曾任香港高等法院首席法官及原訟法庭法官等職。2018年，行政長官林鄭月娥任命他成為終審法院常任法官，接替退休、轉任非常任法官的鄧楨，同年10月25日就職。2020年3月24日，張舉能獲行政長官會同行政會議接受提名，委任為下一任香港終審法院首席法官，同年6月18日立法會通過任命張舉能為終審法院首席法官的決議案，任命並於2021年起生效。

## 早年

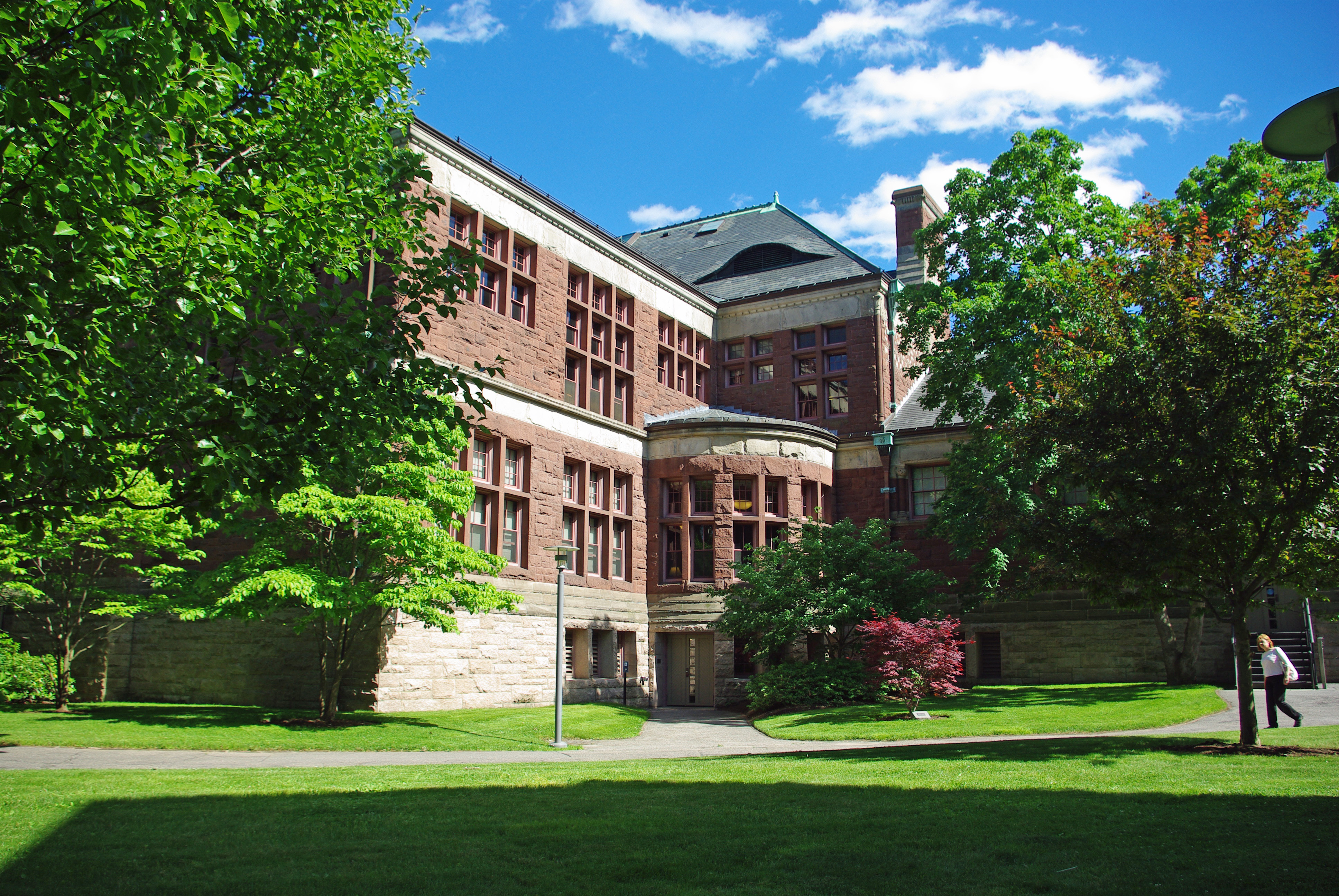
哈佛法學院

張舉能于1961年在香港出生，在香港接受教育，畢業於英華書院，及後分別於1983年及1984年在香港大學取得法學士學位及法學專業證書，並於1985年在美國哈佛大學取得法學碩士學位。
張舉能於1985年在香港取得大律師資格，並於1995年在新加坡最高法院取得訟辯人及律師的資格。
張舉能是資深大律師馮華健的徒弟，也曾跟資深大律師兼前香港立法會議員余若薇「學師」半年。余若薇指張第一天學師已令她留下深刻印象：「我給一疊文件他看，之後問他意見，當時他已即時說有3點可以回應，令我有點驚訝，他做事快速且有條理，與一般徒弟第一日『矇查查』很不同」。
張舉能已婚，並育有三名子女。他是香港教會基督教敬拜會的長老會成員。

## 司法經驗

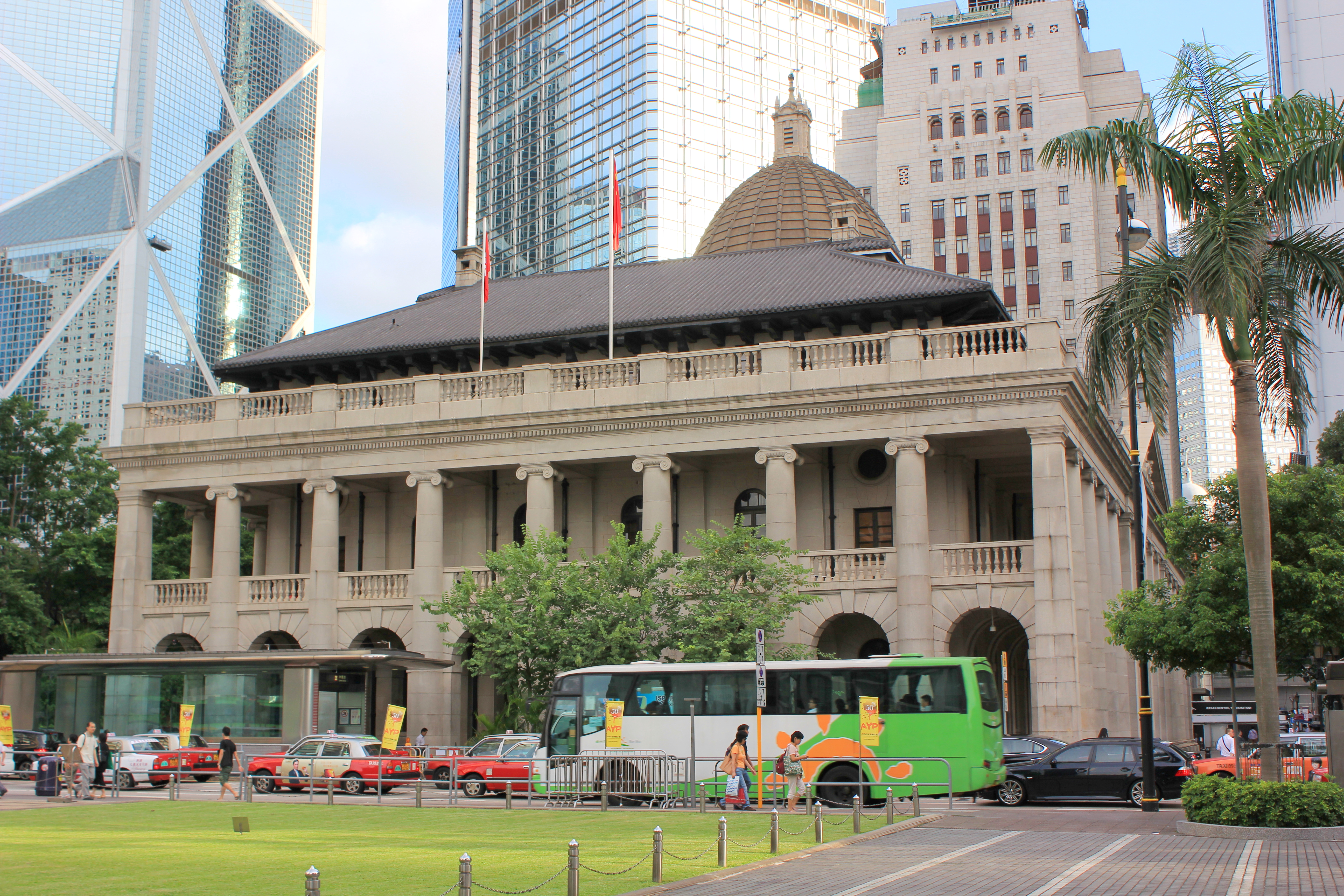
香港終審法院

張舉能法官自1986年起在香港私人執業，直至2001年加入司法機構出任區域法院法官。他於2001年12月開始擔任高等法院暫委法官，並於2003年獲委任為高等法院原訟法庭法官。在這段期間，張舉能主要負責遺產案，著名歌手梅艷芳的遺產案就由他主審。他亦曾審理龔如心遺產爭奪事件。張舉能亦曾審理多宗極具爭議的人權及司法覆核案件，計有社會福利署要求申領綜援人士必須「過去一年連續居港」的司法覆核，他認為有關限制屬歧視、違反《香港基本法》及人權法；另一宗是天主教香港教區就《校本條例》提出的司法覆核，案件原審時由他審理，他當時判教天主教香港教區敗訴，上訴庭後來維持原判；他也處理過關於變性人結婚的案件。
時任行政長官曾蔭權於2011年4月11日接納司法人員推薦委員會的推薦，任命高院原訟法庭法官張舉能為高院首席法官。張舉能獲委為高等法院首席法官，也成為上訴法庭庭長，統領高等法院上訴法庭和原訟法庭。作為上訴庭庭長，他處理過多宗涉及憲法爭議的案件，包括外傭居港權案、游蕙禎及梁頌恆的宣誓DQ案件等。
2018年3月21日，時任行政長官林鄭月娥接納司法人員推薦委員會的推薦，任命高等法院首席法官張舉能為終審法院常任法官，接替轉任非常任法官的鄧楨。
張是司法人員推薦委員會委員及林肯法律學院名譽管理委員。
2020年3月24日，張舉能獲委任為下任香港終審法院首席法官，接替2021年退休的馬道立。
2021年1月11日正式接替馬道立成為終審法院首席法官。

## 首席職位
- 香港終審法院首席法官（2021年1月11日-）